# Wired
Wired — ежемесячный американский журнал, выходящий в печатном и онлайновом изданиях и посвященный тому, как новые технологии влияют на культуру, экономику и политику. Принадлежит Condé Nast, штаб-квартира находится в Сан-Франциско, Калифорния. Журнал выходит с марта-апреля 1993 года. Было запущено несколько дочерних изданий, включая Wired UK, Wired Italia, Wired Japan и Wired Germany.
С самого начала самое сильное влияние на редакционные взгляды журнала оказал редактор-основатель и издатель Луис Россетто. Вместе с креативным директором-основателем Джоном Планкеттом в 1991 году Россетто собрал 12-страничный прототип, почти все идеи которого были реализованы в первых нескольких номерах журнала. В своих первых колофонах Wired назвал канадского теоретика медиа Маршалла Маклюэна своим «святым покровителем». Wired продолжил вести хронику развития цифровых технологий и их влияния на общество.
Wired быстро стал признанным голосом зарождающейся цифровой культуры и лидером в области печатного дизайна. Он сформулировал ценности «цифровой революции». Журнал получил несколько наград National Magazine Awards как за тексты, так и за дизайн. В 2009 году Adweek признал Wired журналом десятилетия.
С 1998 по 2006 год журнал Wired и Wired News, который публиковался на сайте Wired.com, имели разных владельцев. Однако Wired News оставался ответственным за перепубликацию материалов журнала Wired в интернете в соответствии с соглашением, заключенным при покупке журнала компанией Condé Nast. В 2006 году Condé Nast купил Wired News за 25 миллионов долларов, воссоединив журнал с его веб-сайтом.
Сотрудник Wired Крис Андерсон известен тем, что популяризировал термин «длинный хвост». Статья Андерсона для Wired об этой парадигме связана с исследованиями моделей распределения по закону мощности, проведенными Клэем Ширки, в частности применительно к блогерам. Андерсон расширил определение термина, чтобы описать точку зрения, относящуюся к тому, что он считает упущенным аспектом традиционного рыночного пространства, открывшегося благодаря новым медиа.
Журнал ввёл термин «краудсорсинг», а также ежегодную традицию вручения премии Vaporware Awards, которой отмечаются «продукты, видеоигры и прочие „ботанские“ штучки, которые были представлены, обещаны и разрекламированы, но так и не были реализованы».